# Polínia
Polínia é uma massa cerosa constituída por grãos de pólen e uma substância viscosa e transparente, presente nos estames de algumas flores, principalmente nas orquidáceas e asclepiadaceae. Ao conjunto de polínias dá-se o nome polinário. A polínia fica presa ao resto da flor por uma estrutura denominada caudículo, ligado por sua vez a um disco granuloso chamado retináculo.
Durante a polinização, a polínia, ou o polinário, ficam grudados ao corpo do polinizador, sendo depois capturados pelo estigma de outra flor visitada pelo agente polinizador, fecundando-a.